# Коммандо 5 (Конго)
Коммандо 5 (англ. 5 Commando) — подразделение европеоидных наёмников периода Конголезского кризиса 1960-х. Создано правительством Конго (Леопольдвиль) для борьбы с восстанием Симба. Группа была наиболее боеспособным соединением Конголезской национальной армии, сыграв значительную роль в подавлении бунта. Бойцам формирования ставят в заслугу защиту белого населения Конго от насилия мятежников. Однако в то же время они сами часто совершали противоправные действия.

## История
В январе 1964 года на востоке Республики Конго (современная Демократическая Республика Конго) началось восстание во главе с Партией африканской солидарности, лояльной СССР. Волнения в этой части страны стремительно распространялись и грозили началом бунтов в других провинциях. Премьер-министр Моиз Чомбе, учитывая нежелание США напрямую помогать в подавлении мятежа, решил обратиться к услугам наёмников.
У Чомбе уже был опыт работы с иностранными наёмными специалистами: в начале 60-х, когда будущий премьер был лидером катангских сепаратистов, на стороне Чомбе сражался белый отряд «Коммандо 4».
В июле 1964 года через Джерри Пурена (бывшего офицер-наёмника ВВС Катанги) началась вербовка иностранных боевиков в подразделение «Коммандо 5». В ЮАР и Родезии были созданы вербовочные центры по набору в отряд. Вербовщики даже подали объявления в газеты. В создании группы помогали власти Бельгии, которые обеспечили соединение оружием, боеприпасами, грузовиками и обмундированием. Наёмники, помимо бельгийцев, получали постоянную поддержку от американского ЦРУ.
Из-за привлечения к внутреннему конфликту иностранцев на Чомбе посыпалась критика конголезской общественности и даже правительств стран-участниц Организации африканского единства. Тот обещал, что заменит белых наёмников конголезцами, как только они будут достаточно подготовлены.

## Отряд
Организационно группа была разделена на восемь подразделений, обозначенных номерами от 51 до 58 (по два офицера и три сержанта в каждом соединении). Численно они соответствовали размерам взвода. В рядах «Коммандо 5» служили родезийцы, южноафриканцы, британцы, немцы и бельгийцы. Контракты с бойцами заключались на шесть месяцев. Базовая зарплата рядового составляла 280 долларов, сержанта — 400, старших офицеров — 1100. Плюс к этому доплачивали 420 долларов за работу в опасных условиях и 37 000 конголезских франков в качестве ежемесячного пособия. В случае гибели наёмника родственникам выплачивалась компенсация в размере 19 000 долларов.
До 9 декабря 1965 года группу возглавлял Майк Хоар. Потом его заменил Джон Питерс, командовавший силами до 26 марта 1967 года.

## Боевой путь
Впервые в бой отряд вступил в районе Альбервиля. Наёмники совершили две атаки на город, но обе неудачно.
К началу 1965 года, когда конголезское правительство вытеснило мятежников с большей части восточного Конго, «Коммандо 5» было поручено обеспечить безопасность границы, восстановить линии связи и зачистить очаги сопротивления, особенно в районах Физи-Барака и Увари. В это время наёмники попадают на заголовки европейских газет благодаря успешному освобождению белых заложников из плена повстанцев.
В 1967 году, когда премьера Чомбе отстранили от власти, наёмники подняли мятеж, но потерпели неудачу. В связи с этим власти в марте того же года приказали расформировать иностранные отряды. В апреле «Коммандо 5» прекратило существование.

## Проблемы
Недостаток оборудования, плохая подготовка и проблемы с зарплатой подрывали моральный дух подразделения, поэтому личный состав первое время нёс большие потери. В конце 1964 года конголезское правительство улучшило финансовое и материально-техническое обеспечение «Коммандо 5», в то время как руководство группы уволило некомпетентных бойцов. Однако, помимо этого, в отряде были значительные проблемы с дисциплиной, в том числе с алкоголизмом, наркоманией и гомосексуализмом.
Бельгийские полковники Фредерик Вандеваль и Луи Марльер выражали сомнения в качестве наёмников. Последний и вовсе назвал их «пиратами, которые ничего не стоят в бою». Американский дипломат Джордж Годли описал «Коммандо 5» как «неконтролируемую группу головорезов […], которые считают мародёрство или взлом сейфов полностью своей прерогативой». Подобные оценки обусловлены тем, что в отвоёванных районах группа совершала несанкционированные убийства, пытки, грабежи и изнасилования. В Стэнливиле наёмники промышляли обыском трупов в поисках наличных денег и взломом банковских сейфов. Некоторые южноафриканцы «Коммандо 5» были позже осуждены конголезскими судами за непредумышленное убийство.